# فیلم در ۱۹۹۸
فیلم در ۱۹۹۸ فیلم‌های پخش شده و اتفاقات سینمایی در ۱۹۹۸ را شامل می‌شود.

## پرفروش‌ترین فیلم‌ها
ده فیلم پرفروش جهانی در ۱۹۹۸:
| رتبه | عنوان            | پخش‌کننده            | فروش جهانی   |
| ---- | ---------------- | ------------------- | ------------ |
| ۱    | آرماگدون         | دیزنی               | $553,709,788 |
| ۲    | نجات سرباز رایان | پارامونت / دریم‌ورکس | $481,840,909 |
| ۳    | گودزیلا          | سونی                | $379,014,294 |
| ۴    | مری یه جوریه     | فاکس قرن بیستم      | $369,884,651 |
| ۵    | زندگی یک حشره    | دیزنی               | $363,398,565 |
| ۶    | تأثیر عمیق       | پارامونت            | $349,464,664 |
| ۷    | مولان            | دیزنی               | $304,320,254 |
| ۸    | دکتر دولیتل      | فاکس قرن بیستم      | $294,456,605 |
| ۹    | شکسپیر عاشق      | دیزنی               | $289,317,794 |
| ۱۰   | اسلحه مرگبار ۴   | برادران وارنر       | $285,444,603 |